# 보디 히트
《보디 히트》(영어: Body Heat)는 1981년 개봉한 미국의 신누아르, 에로, 스릴러 영화이다. 로런스 캐즈던의 감독 데뷔작이며, 각본도 맡았다.